# HD 27855
HD 27855，又名BD+57 800，SAO 24615、HR 1382，是一颗恒星，视星等为6.32，位于銀經148.74，銀緯5.96，其B1900.0坐标为赤經4h 18m 42.4s，赤緯+57° 5.96′ 24″。